# Julia Hero
Julia Hero (* 20. Oktober 1992 in Wadern) ist eine deutsche Volleyballspielerin.

## Karriere
Hero begann ihre Karriere im Jahr 2000 beim VC Weiskirchen. Später ging die Tochter einer Zweitliga-Spielerin zum TV Lebach. 2008 setzte sie ihre Ausbildung beim Nachwuchsteam VC Olympia Berlin Berlin fort. Außerdem spielte sie bei der SG Rotation Prenzlauer Berg. 2009 erreichte sie bei der U18-Europameisterschaft mit der deutschen Mannschaft den sechsten Rang und den zehnten Platz bei der U18-Weltmeisterschaft.
2011 wechselte sie zum Bundesligisten VT Aurubis Hamburg. Dort wird die bisherige Mittelblockerin auch im Außenangriff eingesetzt. Im Juli 2013 wechselte sie zum Ligakonkurrenten Köpenicker SC.